# Riese und Müller
Riese und Müller是一家位于德国达姆施塔特的自行车公司，由Markus Riese和Heiko Müller创建。
该公司以专注于设计、组装折叠车而著称。车架由其他公司，如台湾的太平洋车业公司生产。澳大利亚、日本以及美国的自行车组装后从台湾发出。

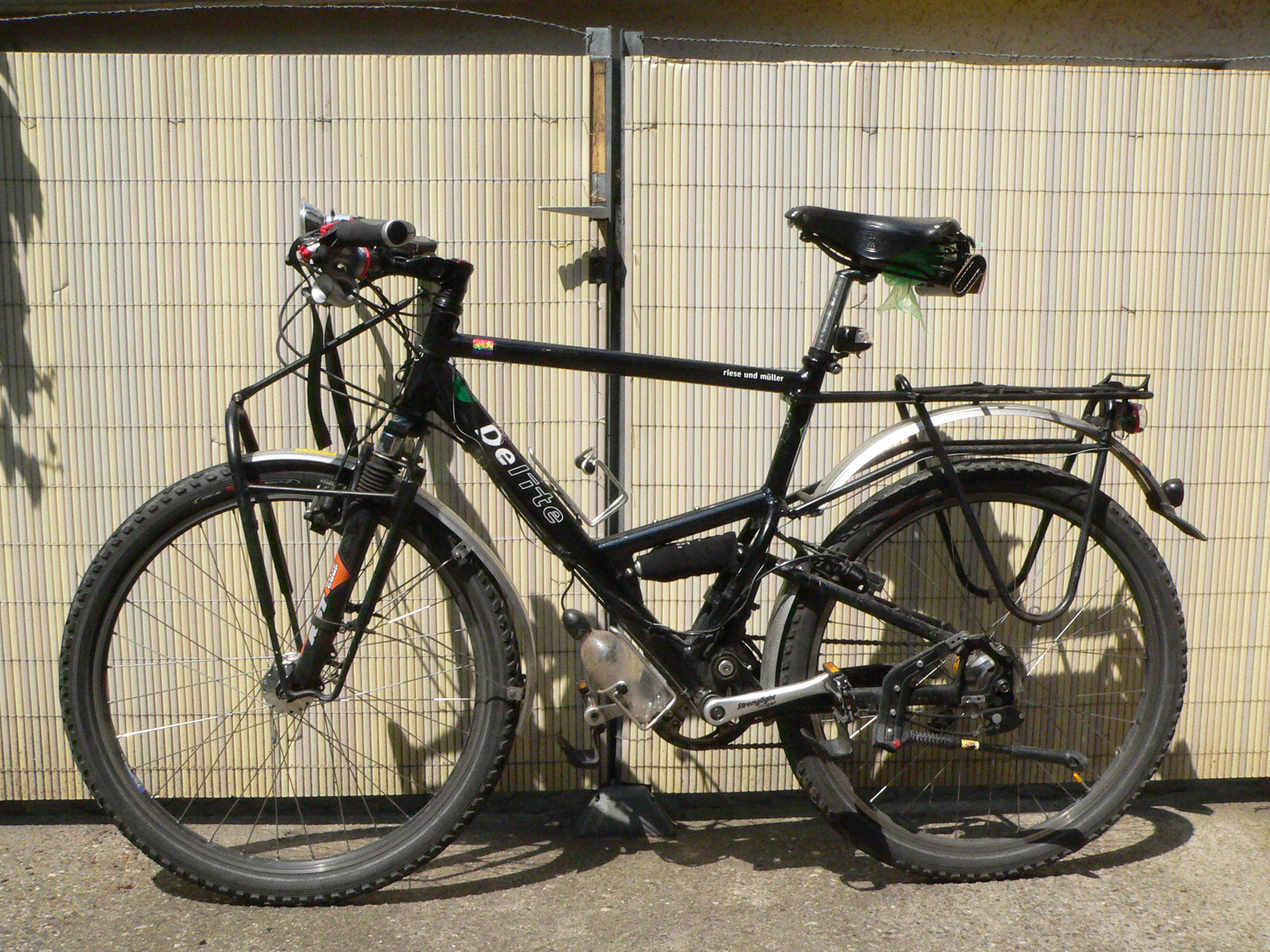
Delite Black

Riese and Müller创建于1993年，当时生产戴头盔时用的耳套。第一辆称为Birdy的折叠车作为一个大学项目，诞生于Heiko Müller家长的车库中。到2004年时，Riese and Müller的年收入已经达到了6,500,000欧元。
Riese and Müller生产的其他车型包括：
- Avenue
- Culture
- Delight
- Equinox
- Frog，比Birdy更小的折叠车
- Gemini
- Homage，2005年11月开始销售